# عبد الهادي المجالي
عبد الهادي عطالله المجالي (28 يونيو 1934 - 10 فبراير 2021) سياسي أردني ووزير سابق ولد في مدينة الكرك ، كان رئيس مجلس النواب الأردني لتسع دورات برلمانية، وشكل حزب العهد الأردني عام 1988م ثم تلاه الحزب الوطني الدستوري ثم حزب التيار الوطني الأردني والذي انضم إليه (55) نائبًا طوال العامين الماضيين والوحيدين من عمر “الخامس عشر”.
شغل منصب وزير الأشغال العامة والإسكان في حكومة عبد الكريم الكباريتي وكان عضوا في مجلس الأعيان لثلاث دورات.  كما كان رئيسا لهيئة الاركان العامة للقوات المسلحة عام1979 م، عين بعدها كسفير للأردن في الولايات المتحدة الأمريكية عام (1981) ليعود إلى الأردن ويشغل موقع مدير الأمن العام (1985-1989 م).
ترأس الاتحاد البرلماني العربي طوال العامين (2006 -2008 م) كما حمل عضوية مكتب الجمعية البرلمانية الاورومتوسطية. وهو شقيق كل من عبد الوهاب المجالي وعبدالسلام المجالي.

## المؤهلاته العلمية
حصل على بكالوريوس في الهندسة المدنية من جامعة بغداد عام 1957. كما شارك في دورة مكثفة في حقل الهندسة العسكرية في بريطانيا عام 1960، ودورة في كلية القيادة والأركان في الولايات المتحدة الأمريكية عام 1970، ودورة عليا في الكلية الملكية للدراسات الدفاعية في بريطانيا عام 1973.

## الخبرات العملية
- عضو في المركز العالمي للدراسات الإستراتيجية.
- عضو جمعية الشؤون الدولية.
- عضو الجمعية الأردنية – البريطانية.
- عضو في الرابطة الأردنية – اللبنانية.
- رئيس جمعية الصحابي تميم بن أوس الداري.
- مساعد رئيس هيئة الأركان العامة للقوات المسلحة الأردنية، بالإضافة إلى عدة مناصب أخرى في سلاح الهندسة الملكي1974.
- رئيس هيئة الأركان العامة للقوات المسلحة الأردنية 1979.
- سفير للأردن في الولايات المتحدة الأمريكية 1981.
- مدير الأمن العام 1985-1989.
- مؤسس مؤسسة الشرق الأوسط للدراسات الإستراتيجية 1990.
- أمين عام لحزب العهد الأردني 1992.
- نائب في البرلمان الأردني 1993، 1997، 2003، 2007.
- أمين عام للحزب التيارالوطني 2011
- رئيس مجلس النواب الثالث عشر، الرابع عشر، الخامس عشر.
- رئيس للإتحاد البرلماني العربي 2006-2008.
- عضو مكتب الجمعية البرلمانية الأورومتوسطية 2008.
- عضو مجلس الاعيان الثاني والعشرون.
- عضو مجلس الاعيان الثالث والعشرون.
- عضو مجلس الاعيان الرابع والعشرون.[6]

## الأوسمة
- وسام نوتة الشرف من درجة قائد /الولايات المتحدة الأمريكية.
- وسام الصليب الأكبر للكفاءة العسكرية/ فرنسا.
- وسام الشرق الأوسط الذهبي مع الوشاح/ إسبانيا.
- وسام الراية المشرقة مع النجمة/ الصين.

## وفاته
توفي يوم الأربعاء 10 فبراير 2021 ميلاديًّا، الموافق 28 جمادى الآخرة 1442 هجريًّا، عن عمر ناهز 87 عامًا، إثر إصابته بمرض فيروس كورونا.  ودفن في مقبرة العائلة في منطقة الياروت في محافظة الكرك. وقد جرت مراسم جنائزية عسكرية، حيث عُزف لحن الجنازة وأطلق زملاء الراحل في جهاز الأمن العام 21 طلقة تحية لروحه. شارك في مراسم الجنازة الأمير حمزة بن الحسين ورئيسي مجلس الأعيان والنواب وعددا من النواب والأعيان ومسؤولين مدنيين وعسكريين. 

## وصلات خارجية
- عبد الهادي المجالي ... القلعة